# HELLO COMPLETE SINGLES AND PV COLLECTION
『HELLO COMPLETE SINGLES AND PV COLLECTION』（ハロー・コンプリート・シングルズ・アンド・ピーヴイ・コレクション）は、日本のバンド、PIERROTのメジャーデビュー後9枚目に発売されたアルバム。PIERROT4枚目のベスト・アルバム。2009年3月発売。発売元はSweet child records。

## 概要
PIERROT解散から3年が経った2009年にSweet child recordsから販売されたPIERROTの総合ベスト・アルバムである。インディーズ2枚目のシングル「screen 1 トリカゴ」からメジャーラストシングルの「HELLO」までのシングル22曲を2枚のCDに収録。3枚目のディスクには「screen 1 トリカゴ」とPIERROTのメジャーデビュー後のPVすべて収録されている（prototypeに収録された「サルビア」などのPVはのぞく）。
以前のシングルタイトル曲を集めたベスト盤『DICTATORS CIRCUS -A variant BUD-』に収録されなかった曲（「カナタへ…」「PARADOX」「夕闇スーサイド」「脳内モルヒネ」）も収録されている。
全曲リマスタリングされている。エンジニアは森崎雅人(Saidera Mastering)。
予約購入されたものには、それまで商品化されていないPIERROTの幻のライブ“PARADOX”のDVDが特典としてつけられた。
2014年の再結成に伴い、数量限定で再発売された。ただし、上記の特典DVDは付属されておらず、また曲順も、再発盤では「DRAMATIC NEO ANNIVERSARY」がDISC 1の11曲目に収録されているなど、2009年発売盤とは仕様が異なる。

## 収録曲

### Disc 1
1. screen1　トリカゴ
インディーズシングル「Screen」1曲目。
2. クリア・スカイ
メジャーデビューシングル。
3. MAD SKY -鋼鉄の救世主-
2ndシングル。
4. ハルカ…
3rdシングル。
5. カナタへ…
同上。ただし本作には『FINALE』収録バージョンで収録された。
6. ラストレター
4thシングル。
7. CREATURE
5thシングル。
8. AGITATOR
6thシングル。曲の出だしの笑い声がカットされている。
9. 神経がワレル暑い夜
7thシングル。
10. PARADOX
インディーズより、タワーレコード渋谷店にて1万枚限定で販売されたシングル。ベスト・アルバムへの収録は本作が初。
『HEAVEN〜THE CUSTOMIZED LANDSCAPE〜』には1曲目「HEAVEN」の先頭ギャップ部分にシークレットトラックとして収録されていた。

### Disc 2
1. DRAMATIC NEO ANNIVERSARY
8thシングル。
2. COCOON
9thシングル。
3. 壊れていくこの世界で
10thシングル。
4. PSYCHEDELIC LOVER
11thシングル。
5. HILL -幻覚の雪-
12thシングル。
6. 薔薇色の世界
13thシングル。
7. ネオグロテスク
同上。
8. 夕闇スーサイド
同上。
9. 脳内モルヒネ
14thシングル。インディーズ時代のミニアルバム『CELLULOID』収録曲のリメイク。
10. Smiley Skeleton
15thシングル。
11. MYCLOUD
16thシングル。
12. HELLO
17thシングル。アルバム初収録。

### Disc 3 (DVD)
1. screen 1 トリカゴ
2. クリア・スカイ
3. MAD SKY −鋼鉄の救世主−
4. ハルカ…
5. ラストレター
6. CREATURE
7. AGITATOR
8. 神経がワレル暑い夜
9. DRAMATIC NEO ANNIVERSARY
10. COCOON
11. 壊れていくこの世界で
12. PSYCHEDELIC LOVER
13. HILL −幻覚の雪−
14. ネオグロテスク
15. 夕闇スーサイド
16. 脳内モルヒネ
17. Smiley Skeleton
18. MYCLOUD
19. HELLO

## 参考
1. ↑  “HELLO COMPLETE SINGLES AND PV COLLECTION”.   Oricon. 2014年11月22日閲覧。